# Франсис Мараш
Франсис бин Фатхаллах бин Насраллах Мараш (на арабски: فرنسيس بن فتح الله بن نصر الله مرّاش) е османско-сирийски писател и поет.

## Биография
Той е роден през 1835 или 1836 или 1837 година в Халеб в заможно мелкитско семейство. Известно време учи медицина в Париж, но зрението му се влошава и през 1867 година се връща в Халеб напълно сляп.
Преди и след ослепяването си Франсис Мараш пише няколко книги, разглеждащи науката, историята и религията от гледна точка на епистемологията. Определян от някои изследователи като първия наистина космополитен арабски интелектуалец, Мараш изиграва важна роля за въвеждането на романтизма в арабската литература и е сред водещите фигури на движението Нахда.
Франсис Мараш умира през 1873 или 1874 година в Халеб.